# Geodinâmica
Geodinâmica é o ramo da geofísica que se ocupa em estudar as manifestações dinâmicas do interior de planetas telúricos, como a Terra, que afetam especialmente a crosta e a superfície planetária. Ele aplica física, química e matemática para entender como a convecção do manto leva à tectônica de placas e fenômenos geológicos como expansão do fundo do mar, formação de montanhas, vulcões, terremotos e falhas.
Também busca sondar a atividade interna medindo campos magnéticos, gravidade e ondas sísmicas, bem como a mineralogia das rochas e sua composição isotópica. Os métodos da geodinâmica também são aplicados à exploração de outros planetas.

## Visão geral
A geodinâmica geralmente está preocupada com processos que movem materiais pela Terra. No interior da Terra, o movimento ocorre quando as rochas derretem ou se deformam e fluem em resposta a um campo de tensões. Essa deformação pode ser frágil, elástica ou plástica, dependendo da magnitude da tensão e das propriedades físicas do material, especialmente a escala de tempo de relaxamento da tensão. As rochas são estrutural e composicionalmente heterogêneas e estão sujeitas a tensões variáveis, de modo que é comum observar diferentes tipos de deformação em proximidade espacial e temporal. Ao trabalhar com escalas de tempo e comprimento geológicas, é conveniente usar a aproximação de meio contínuo e campos de tensão de equilíbrio para considerar a resposta média a uma tensão média.
Especialistas em geodinâmica comumente usam dados de GPS geodésico, InSAR e sismologia, junto com modelos numéricos, para estudar a evolução da litosfera, manto e núcleo da Terra.
O trabalho realizado por geodinamicistas pode incluir:
- Modelagem da deformação frágil e dúctil de materiais geológicos;
- Previsão de padrões de acreção continental e separação de continentes e supercontinentes;
- Observação da deformação e relaxamento da superfície devido a mantos de gelo e ao rebote pós-glacial, com conjecturas sobre a viscosidade do manto;
- Identificação e compreensão dos mecanismos de condução por trás da tectônica de placas.

## Deformação de rochas
Rochas e outros materiais geológicos sofrem deformação de acordo com três modos distintos — elástico, plástico e frágil — dependendo das propriedades do material e da magnitude do campo de tensões. A tensão é definida como a força média por unidade de área exercida sobre cada parte da rocha. A pressão é a parte da tensão que altera o volume de um sólido; a tensão de cisalhamento altera a forma. Se não houver cisalhamento, o fluido está em equilíbrio hidrostático. Como, ao longo de períodos longos, as rochas deformam-se facilmente sob pressão, a Terra está em equilíbrio hidrostático em boa aproximação. A pressão sobre a rocha depende apenas do peso da rocha acima dela, o que, por sua vez, depende da gravidade e da densidade da rocha. Em um corpo como a Lua, a densidade é quase constante, então um perfil de pressão é calculado com facilidade. Na Terra, a compressão das rochas com a profundidade é significativa, sendo necessário o uso de uma equação de estado para calcular as variações de densidade da rocha, mesmo quando sua composição é uniforme.

### Elástico
A deformação elástica é sempre reversível, o que significa que, se o campo de tensões associado à deformação elástica for removido, o material retornará ao seu estado anterior. Os materiais se comportam de forma elástica apenas quando o arranjo relativo dos componentes do material (como átomos ou cristais) ao longo do eixo considerado permanece inalterado. Isso significa que a magnitude da tensão não pode exceder o limite de elasticidade do material, e a escala de tempo da tensão não pode se aproximar do tempo de relaxamento do material. Se a tensão exceder o limite de elasticidade de um material, as ligações começam a se romper (e a se reformar), o que pode levar à deformação dúctil ou frágil.

### Dúctil
A deformação dúctil ou plástica ocorre quando a temperatura de um sistema é alta o suficiente para que uma fração significativa dos microestados do material esteja livre, o que significa que uma grande fração das ligações químicas está em processo de rompimento e reformação. Durante a deformação dúctil, esse processo de rearranjo atômico redistribui tensão e deformação em direção ao equilíbrio mais rapidamente do que elas podem se acumular. Exemplos incluem o dobramento da litosfera sob ilhas vulcânicas ou bacias sedimentares e o dobramento em fossas oceânicas. A deformação dúctil ocorre quando processos de transporte, como difusão e advecção, que dependem do rompimento e reformação de ligações químicas, redistribuem a deformação aproximadamente na mesma velocidade em que ela se acumula.

### Frágil
Quando a deformação se localiza mais rapidamente do que esses processos de relaxamento conseguem redistribuí-la, ocorre a deformação frágil. O mecanismo para a deformação frágil envolve um feedback positivo entre o acúmulo ou propagação de defeitos, especialmente aqueles produzidos pela deformação em áreas de alta tensão, e a localização da deformação ao longo dessas descontinuidades e fraturas. Em outras palavras, qualquer fratura, por menor que seja, tende a concentrar a deformação em sua borda, o que causa a extensão da fratura.
Em geral, o modo de deformação é controlado não apenas pela quantidade de tensão, mas também pela distribuição da deformação e das características associadas a ela. O modo de deformação que, por fim, prevalece resulta da competição entre processos que tendem a localizar a deformação, como a propagação de fraturas, e processos de relaxamento, como o recozimento, que tendem a deslocalizar a deformação.

### Estruturas de deformação
Geólogos estruturais estudam os resultados da deformação, usando observações de rochas, especialmente o modo e a geometria da deformação, para reconstruir o campo de tensão que afetou a rocha ao longo do tempo. A geologia estrutural é um complemento importante à geodinâmica porque fornece a fonte mais direta de dados sobre os movimentos da Terra. Diferentes modos de deformação resultam em estruturas geológicas distintas, por exemplo, fratura frágil em rochas ou dobramento dúctil.

## Termodinâmica
As características físicas das rochas que controlam a taxa e o modo de deformação, como resistência ao escoamento ou viscosidade, dependem do estado termodinâmico da rocha e de sua composição. As variáveis termodinâmicas mais importantes, nesse caso, são temperatura e pressão. Ambas aumentam com a profundidade, de modo que, em uma primeira aproximação, o modo de deformação pode ser entendido em função da profundidade. Na litosfera superior, a deformação frágil é comum, pois sob baixa pressão as rochas têm uma resistência frágil relativamente baixa, enquanto a baixa temperatura reduz a probabilidade de fluxo dúctil. Após a zona de transição frágil-dúctil, a deformação dúctil torna-se dominante.
A deformação elástica ocorre quando a escala de tempo da tensão é mais curta que o tempo de relaxamento do material. As ondas sísmicas são um exemplo comum desse tipo de deformação. Em temperaturas suficientemente altas para derreter as rochas, a resistência ao cisalhamento dúctil se aproxima de zero, motivo pelo qual a deformação elástica em modo cisalhamento (ondas S) não se propaga através de materiais fundidos.

## Forças
A principal força motriz por trás do estresse na Terra é fornecida pela energia térmica da decomposição de radioisótopos, atrito e calor residual. O resfriamento na superfície e a produção de calor dentro da Terra criam um gradiente térmico metaestável do núcleo quente para a litosfera relativamente fria. Essa energia térmica é convertida em energia mecânica pela expansão térmica. Rochas mais profundas e quentes geralmente apresentam maior expansão térmica e menor densidade em relação às rochas sobrejacentes. Por outro lado, a rocha resfriada na superfície pode se tornar menos flutuante do que a rocha abaixo dela. Eventualmente, isso pode levar a uma instabilidade de Rayleigh-Taylor (Figura 2), ou interpenetração de rochas em lados diferentes do contraste de flutuabilidade.

A Figura 2 mostra uma instabilidade de Rayleigh-Taylor em 2D usando o modelo de Shan-Chen. O fluido vermelho está inicialmente localizado em uma camada sobre o fluido azul e é menos flutuante que este. Depois de algum tempo, ocorre uma instabilidade de Rayleigh-Taylor, e o fluido vermelho penetra no azul.

A flutuabilidade térmica negativa das placas oceânicas é a principal causa da subducção e da tectónica de placas, enquanto a flutuabilidade térmica positiva pode levar a plumas do manto, o que poderia explicar o vulcanismo intraplaca. A importância relativa da produção de calor em relação à perda de calor para a convecção flutuante em toda a Terra permanece incerta e a compreensão dos detalhes da convecção flutuante é um foco fundamental da geodinâmica.

## Métodos
Geodinâmica é um campo amplo que combina observações de muitos tipos diferentes de estudos geológicos em um amplo quadro da dinâmica da Terra. Perto da superfície da Terra, os dados incluem observações de campo, geodésia, datação radiométrica, petrologia, mineralogia, perfuração de poços e técnicas de sensoriamento remoto. Entretanto, além de alguns quilômetros de profundidade, a maioria desses tipos de observações se torna impraticável. Geólogos que estudam a geodinâmica do manto e do núcleo devem confiar inteiramente no sensoriamento remoto, especialmente na sismologia, e na recriação experimental das condições encontradas na Terra em experimentos de alta pressão e alta temperatura.

### Modelagem numérica
Devido à complexidade dos sistemas geológicos, a modelagem computacional é usada para testar previsões teóricas sobre geodinâmica usando dados dessas fontes.
Existem duas formas principais de modelagem numérica geodinâmica.
1. Modelagem para reproduzir uma observação específica: Esta abordagem visa responder o que causa um estado específico de um sistema particular.
2. Modelagem para produzir dinâmica básica de fluidos: Esta abordagem visa responder como um sistema específico funciona em geral.

A modelagem básica de dinâmica de fluidos pode ser subdividida em estudos instantâneos, que visam reproduzir o fluxo instantâneo em um sistema devido a uma determinada distribuição de flutuabilidade, e estudos dependentes do tempo, que visam reproduzir uma possível evolução de uma determinada condição inicial ao longo do tempo ou um estado estatístico (quase) estável de um determinado sistema.